# جزایر بادگیر

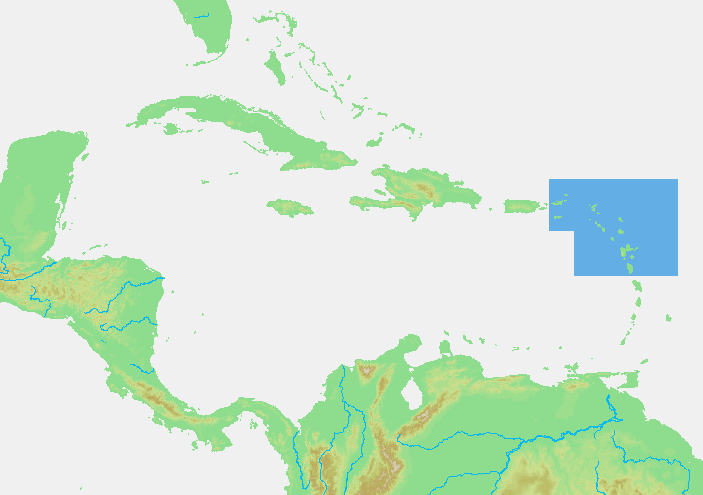
جزایر بادگیر در دریای کارائیب.

جزایر بادگیر اصطلاحاً به گروهی از جزیره‌ها در دریای کارائیب در آمریکای مرکزی گفته می‌شود که جزئی از جزایر آنتیل کوچک به‌شمار می‌آیند.
جزایر هلندی سابا، سینت یوستاتیوس و سینت-مارتن هم از جزیره‌های بادگیر هستند.
اطلاق نام بادگیر به این جزایر به‌این خاطر است که این گروه از جزیره‌ها نسبت به باد غالب منطقه که از شمال شرقی می‌وزد رو به سوی باد قرار گرفته‌اند. به مجموعه‌ای از جزایر که در این منطقه، در پشت جزایر بادگیر قرار دارند جزایر بادپناه گفته می‌شود.